# حديقة دانشجو
حديقة دانشجو (كانت تُعرف سابقًا قبل الثورة الإيرانية باسم حديقة بهلوي) وهي حديقة حضرية تقع في شارع انقلاب، طهران. بين تقاطع شارع ولي عصر وبالقرب من مجمع مسرح مدينة طهران [الإنجليزية]. يحدها من الغرب شارع ولي عصر، ومن الشرق شارع رازي، ومن الشمال شارع انقلاب [الإنجليزية].
تقع الحديقة على أرض تبلغ مساحتها حوالي 3200 متر مربع، وتتكون من قاعة مسرح مدينة طهران، ومكتبة دانشجو، وملاعب، وكشك لبيع المأكولات الخفيفة، ودورات مياه. وفي السنوات الأخيرة، قامت بلدية طهران بإنشاء محطة مترو مسرح شهر [الإنجليزية] في الزاوية الشمالية الغربية من الحديقة ومجمع ولي عصر الثقافي في الزاوية الجنوبية الغربية منها.